# 烏季什基夫
49°55′36″N 24°40′29″E / 49.92667°N 24.67472°E
烏季什基夫（烏克蘭語：Утішків），是烏克蘭西部的村莊，隸屬利維夫州的佐洛奇夫區。該村始建於1458年，面積1.56平方公里，海拔高度225米，2001年人口894，人口密度每平方公里573.44人。